# Hùng Thái
Hùng Thái là một xã thuộc huyện Hiệp Hòa, tỉnh Bắc Giang, Việt Nam.

## Địa lý
Xã Hùng Thái có diện tích 8,95 km², dân số năm 2023 là 11.509 người, mật độ dân số đạt 1.285 người/km².

## Lịch sử
Ngày 28 tháng 9 năm 2024, Ủy ban Thường vụ Quốc hội ban hành Nghị quyết số 1191/NQ-UBTVQH15 về việc sắp xếp đơn vị hành chính cấp huyện, cấp xã của tỉnh Bắc Giang giai đoạn 2023 – 2025 (nghị quyết có hiệu lực từ ngày 1 tháng 1 năm 2025). Theo đó, thành lập xã Hùng Thái trên cơ sở toàn bộ 4,39 km² diện tích tự nhiên, quy mô dân số là 5.075 người của xã Hùng Sơn và toàn bộ 4,56 km² diện tích tự nhiên, quy mô dân số là 6.434 người của xã Thái Sơn.
Xã Hùng Thái có 8,95 km² diện tích tự nhiên và quy mô dân số là 11.509 người.